# Ayo Edebiri
Ayo Edebiri (Boston, 3 ottobre 1995) è una comica, attrice, sceneggiatrice e produttrice televisiva statunitense.
È nota principalmente con il ruolo di Sydney Adamu nella pluripremiata serie televisiva The Bear, per la quale si è aggiudicata il Critics' Choice Award, il Primetime Emmy Award, due Screen Actors Guild Awards e il Golden Globe come migliore attrice in una serie commedia o musicale. Nel 2024 ha ricevuto una candidatura al BAFTA alla miglior stella emergente.

## Biografia

### Origini e formazione
Ayo Edebiri è nata il 3 ottobre 1995 a Boston, ed è cresciuta in una famiglia pentecostale. Sua madre è emigrata dalle Barbados, mentre suo padre è emigrato dalla Nigeria. Ha frequentato la Boston Latin School. Successivamente, ha frequentato l'Università di New York.

### Carriera

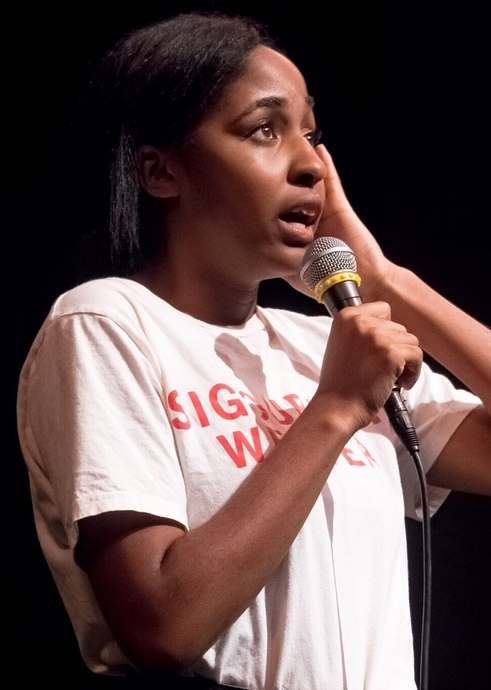
Ayo Edebiri nel 2018

Ha iniziato ad apparire in alcuni cabaret di Comedy Central. Nel 2019 ha sceneggiato la serie TV della NBC, Sunnyside. Nel 2020 ha co-scritto assieme a Rachel Sennott e recitato nella webserie Ayo and Rachel are Single. Nello stesso anno, ha interpretato Emily in Shithouse e Nikki in Cicada. Dal 2020 dà la voce a Missy nella serie TV Big Mouth, sostituendo Jenny Slate. Nel 2021 ha scritto e recitato nella serie di Apple TV+, Dickinson. Nel 2022 ha interpretato Stella nel film Da ciao ad addio. Dallo stesso anno, ha impersonato Sydney Adamu nella serie commedia The Bear. Grazie a questo ruolo, ha vinto il Golden Globe per la miglior attrice in una serie commedia o musicale ed è stata nominata ad un Gotham Independent Film Awards, a un Critics' Choice Awards e a un Independent Spirit Awards. Nel 2024, appare nel video musicale NOID di Tyler, the Creator. 

## Vita privata
Edebiri è dichiaratamente queer.

## Filmografia

### Attrice

#### Cinema
- Shithouse, regia di Cooper Raiff (2020)
- Cicada, regia di Matthew Fifer (2020)
- How It Ends, regia di Zoe Lister-Jones e Daryl Wein (2021)
- As of Yet, regia di Taylor Garron e Chanel James (2021)
- Da ciao ad addio (Hello, Goodbye and Everything in Between), regia di Michael Lewen (2022)
- Theater Camp - Un'estate a tutto volume (Theater Camp), regia di Molly Gordon e Nick Lieberman (2023)
- Bottoms, regia di Emma Seligman (2023)
- The Sweet East, regia di Sean Price Williams (2023)
- Omni Loop, regia di Bernardo Britto (2024)
- Opus - Venera la tua stella (Opus), regia di Mark Anthony Green (2025)
- After the Hunt - Dopo la caccia (After the Hunt), regia di Luca Guadagnino (2025)

#### Televisione
- Defectives – miniserie TV, puntata 1x04 (2014)
- Ayo and Rachel are Single – miniserie TV, 3 puntate (2020)
- Dickinson – serie TV, 6 episodi (2021)
- The Premise - Questioni morali (The Premise) – serie TV, episodio 1x01 (2021)
- Pause with Sam Jay – serie TV, episodio 2x01 (2022)
- The Bear – serie TV, 28 episodi (2022-in corso)
- Abbott Elementary – serie TV, 2 episodi (2023)
- La pazza storia del mondo, Parte II (History of the World: Part II) – serie TV, episodio 1x03 (2023)
- I Think You Should Leave with Tim Robinson – serie TV, episodio 3x02 (2023)
- Black Mirror – serie TV, episodio 6x01 (2023)

### Doppiatrice

#### Cinema
- Spider-Man: Across the Spider-Verse, regia di Joaquim Dos Santos, Kemp Powers, Justin K. Thompson (2023)
- Tartarughe Ninja - Caos mutante (Teenage Mutant Ninja Turtles: Mutant Mayhem), regia di Jeff Rowe (2023)
- Inside Out 2, regia di Kelsey Mann (2024)

#### Televisione
- Bigtop Burger – serie animata, 6 episodi (2020-in corso)
- Big Mouth – serie animata, 32 episodi (2020-in corso)
- Kiff – serie animata, episodio 1x06 (2023)
- Mulligan – serie animata, 14 episodi (2023-2024)
- Clone High – serie animata, 20 episodi (2023-in corso)
- I racconti delle Tartarughe Ninja - serie animata, 12 episodi (2024-in corso)

### Sceneggiatrice
- Sunnyside – serie TV, 10 episodi (2019)
- Ayo and Rachel are Single – miniserie TV, 3 puntate (2020)
- Dickinson – serie TV, 22 episodi (2021)
- Craig – serie TV, episodio 4x14 (2022)
- What We Do in the Shadows – serie TV, episodio 4x05 (2022)
- Mulligan - serie animata, episodio 1x07 (2023)

### Produttrice
- Big Mouth – serie TV, 16 episodi (2021-2022)
- What We Do in the Shadows – serie TV, 10 episodi (2022)
- Mulligan – serie TV, 10 episodi (2023)
- The Bear - serie TV, episodio 2x06 (2023)

### Regista
- The Bear - serie TV, episodio 3x06 (2024)

## Riconoscimenti
- Golden Globe
  - 2024 – Miglior attrice in una serie commedia o musicale per The Bear
- BAFTA
  - 2024 – Candidatura alla miglior stella emergente
- Critics' Choice Awards
  - 2023 – Candidatura alla migliore attrice non protagonista in una serie commedia per The Bear
  - 2024 – Migliore attrice in una serie commedia per The Bear
- Premio Emmy
  - 2023 – Migliore attrice non protagonista in una serie commedia per The Bear
  - 2024 – Candidatura alla migliore attrice protagonista in una serie commedia per The Bear
  - 2025 - Candidatura alla miglior attrice protagonista in una serie commedia per The Bear
  - 2025 - Candidatura alla miglior regia in una serie commedia per The Bear
- Gotham Independent Film Awards
  - 2022 – Miglior interpretazione in una nuova serie per The Bear
- NAACP Image Awards
  - 2023 – Candidatura alla migliore sceneggiatura in una serie commedia per What We Do in the Shadows
  - 2024 – Migliore attrice non protagonista in una serie commedia per The Bear
  - 2024 – Candidatura alla migliore attrice ospite in una serie drammatica o commedia per Abbott Elementary
- Independent Spirit Awards
  - 2023 – Migliore attrice non protagonista per The Bear
- Screen Actors Guild Award
  - 2023 – Candidatura al miglior cast in una serie commedia per The Bear
  - 2024 – Miglior attrice in una serie commedia per The Bear
  - 2024 – Miglior cast in una serie commedia per The Bear

## Doppiatrici italiane
Nelle versioni in italiano delle opere in cui ha recitato, Ayo Edebiri è stata doppiata da:
- Veronica Benassi in The Bear, Omni Loop - Il Paradosso Del Tempo, The Sweet East, Opus - Venera la tua stella
- Lucrezia Marricchi in Da ciao ad addio
- Fatima Romina Ali in Theater Camp - Un'estate a tutto volume
- Giada Sabellico in Bottoms
- Maria Letizia Scifoni in The Premise - Questioni morali

Da doppiatrice è sostituita da:
- Letizia Scifoni in Big Mouth
- Rossa Caputo in Tartarughe Ninja - Caos mutante
- Marta Filippi in Inside Out 2
- Laura Chiatti in I racconti delle Tartarughe Ninja